# Zakrzewo (Działdowo)
Zakrzewo (deutsch Königshagen) ist ein Dorf in der polnischen Woiwodschaft Ermland-Masuren. Es gehört zur Gmina Działdowo (Landgemeinde Soldau) im Powiat Działdowski (Kreis Soldau).

## Geographische Lage
Zakrzewo liegt am Südufer der Soldau (polnisch Działdówka) im Südwesten der Woiwodschaft Ermland-Masuren, 26 Kilometer südwestlich der früheren Kreisstadt Neidenburg (polnisch Nidzica) bzw. fünf Kilometer südlich der heutigen Kreismetropole Działdowo (deutsch Soldau i. Ostpr.).

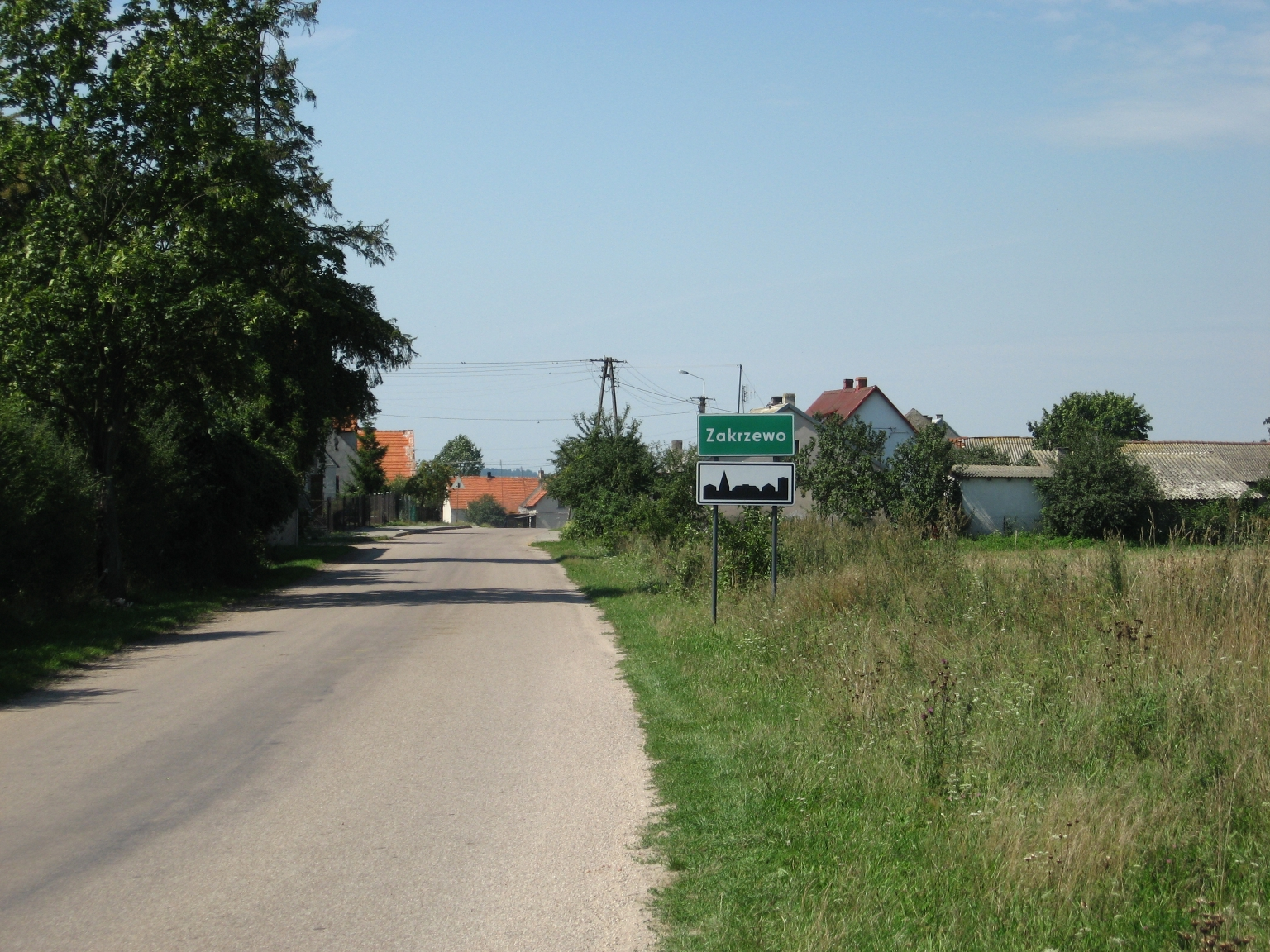
Ortseinfahrt Zakrzewo

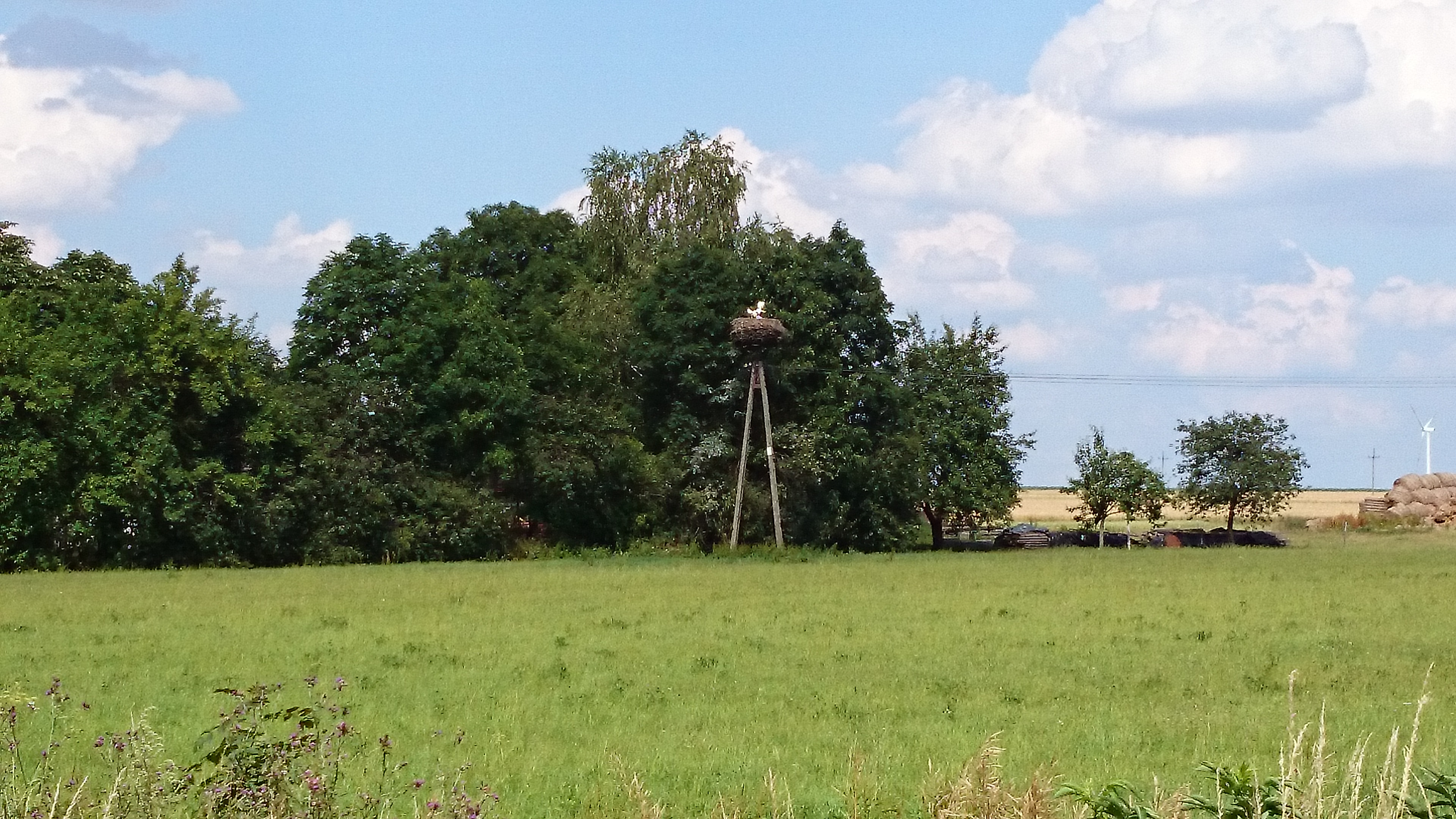
Storchennest in Zakrzewo

## Geschichte
Das damalige Paulin wurde 1371 gegründet, als der Ordenshochmeister Winrich von Kniprode die Handfeste mit der Verschreibung von Land ausstellte.  Nach 1371 wurde der Ort Sakrze und Czakeraw, nach 1437 Sakrze an de Neide, dann Polnisch Sackerau und nach 1785 Polnisch Sakrau genannt.
1874 wurde die Landgemeinde Polnisch Sakrau in den neu errichteten Amtsbezirk Kyschienen (polnisch Kisiny) im ostpreußischen Kreis Neidenburg eingegliedert. Am 3. Februar 1890 änderte man den Ortsnamen von Polnisch Sakrau in „Königshagen“. 381 Einwohner zählte das Dorf im Jahre 1910.
Da im Soldauer Gebiet gelegen musste der Amtsbezirk Kyschienen gemäß Versailler Vertrag von 1919 an Polen abgetreten werden. Das erfolgte am 10. Januar 1920. Königshagen erhielt die polnische Namensform „Polskie Zakrzewo“. Seine Einwohnerzahl belief sich 1931 auf 593.
Am 1. August 1934 wurde Zakrzewo in die neu gebildete Landgemeinde Działdowo eingegliedert, die bis zum 26. Oktober 1939 bestand und dann zum Deutschen Reich kam. Polskie Zakrzewo hieß jetzt wieder Königshagen, der Amtsbezirk Kyschienen wurde am 1. April 1940 wieder gebildet und am 24. April 1940 in den Kreis Neidenburg zurückgeführt.
Bereits 1945 wurde in Kriegsfolge das gesamte südliche Ostpreußen an Polen überstellt. Königshagen erhielt die polnische Namensform „Zakrzewo“ und ist heute mit dem Sitz eines Schulzenamts (polnisch Sołectwo) eine Ortschaft im Verbund der Gmina Działdowo (Landgemeinde Soldau) im Powiat Działdowski (Kreis Soldau), bis 1998 der Woiwodschaft Ciechanów, seither der Woiwodschaft Ermland-Masuren zugehörig. 2011 zählte Zakrzewo 313 Einwohner.

## Kirche
Kirchlich war Königshagen vor 1945 nach Soldau (Działdowo) ausgerichtet: zur evangelischen Pfarrkirche Soldau in der Kirchenprovinz Ostpreußen der Kirche der Altpreußischen Union bzw. nach 1920 in der Diözese Działdowo der Unierten Evangelischen Kirche in Polen, außerdem zur römisch-katholischen St.-Adalbert-Kirche in Soldau.
Heute gehört Zakrzewo katholischerseits wieder zur St.-Adalbert-Kirche in Działdowo, die jetzt in das Bistum Toruń (Thorn) einbezogen ist. Evangelischerseits ist Zakrzewo der Erlöserkirche Działdowo in der Diözese Masuren der Evangelisch-Augsburgischen Kirche in Polen zugeordnet.

## Verkehr
Zakrzewo ist über Wierzbowo (Wiersbau b. Soldau) und Narzym an die Woiwodschaftsstraße 544 angeschlossen. Eine Nebenstraße verbindet das Dorf mit dem Nachbarort Rywociny (Rywoczin). Eine Anbindung an den Bahnverkehr besteht nicht.